# Journal of the American Dental Association
Das Journal of the American Dental Association, abgekürzt J. Am. Dent. Assoc. oder JADA, ist eine wissenschaftliche Fachzeitschrift, die von der American Dental Association veröffentlicht wird. Die Zeitschrift wurde 1913 unter dem Namen „Official Bulletin of the National Dental Association“ gegründet. Schon zwei Jahre später wurde der Name in „Journal of the National Dental Association“ geändert und 1922 wurde der derzeit immer noch gültige Name angenommen. Sie erscheint mit zwölf Ausgaben im Jahr. Es werden Arbeiten aus allen Bereichen der Zahnmedizin veröffentlicht.
Der Impact Factor lag im Jahr 2012 bei 1,822. Nach der Statistik des ISI Web of Knowledge wird das Journal mit diesem Impact Factor in der Kategorie Zahnmedizin & Kieferchirurgie an 25. Stelle von 83 Zeitschriften geführt.
JADA war zuvor als The Dental Cosmos bekannt, das von 1859 bis 1936 als erste Fachzeitschrift zur Zahnmedizin in den USA erschienen war. Herausgeber von The Dental Cosmos war Samuel Stockton White.